# Anne Froidebise
Anne Froidebise (Lieja (Bèlgica), 4 de novembre, 1950), és una organista, clavecinista i professora belga.

## Biografia
Filla de l'organista, compositor i musicòleg Pierre Froidebise i la seva dona Denise Ledent, Anne Froidebise va néixer a Lieja.
El seu pare, Pierre Froidebise (1914-1962) fou un músic que va tenir una gran repercussió a la Bèlgica de postguerra (sobretot a Lieja), en els camps de l'orgue (tant pel que fa a la construcció com a la interpretació d'orgues), la música antiga), la musicologia (a través de la publicació d'antologies de peces d'orgue i d'una interpretació del cant gregorià a partir de la recerca semiològica), la composició i, en general, la vida musical vinculada a les avantguardes del seu temps (era amic de Pierre Boulez i René Leibowitz).
Seguint els passos del seu pare, Anne Froidebise, que té un germà músic (Jean-Pierre Froidebise, compositor i cantant), optà per la música. Va ingressar al Conservatori Reial de Lieja, on va obtenir nombrosos premis, entre els quals un primer premi de piano (a la classe de Robert Leuridan) i un diploma superior d'orgue (a la classe d'Hubert Schoonbroodt, deixeble del seu pare). Al Conservatori Reial de Brussel·les, va obtenir un diploma superior de clavicèmbal (a la classe de Charles Koenig). Després va rebre consells de Xavier Darasse i Bernard Lagacé durant les acadèmies d'estiu.
Rica en una vintena de publicacions, la discografia d'Anne Froidebise, dedicada a l'orgue, el clavicèmbal i la música de cambra, està dedicada principalment a la primera música francesa i alemanya (sense oblidar els compositors de Lieja), però també a les obres de Pierre Froidebise i Édouard Senny.
Afegim que, com a música de cambra, fa temps que està vinculada als flutistes Jean-Paul i Emmanuel Pirard, amb qui ha donat nombrosos concerts a Europa i als Estats Units.
Pedagoga, Anne Froidebise va ensenyar orgue i clavicèmbal al Conservatori Comunal de Verviers. De 1985 a 1996, va ser professora de clavicèmbal a l'IMEP (Institut de Música i Pedagogia d'Església) de Namur, i professora d'orgue de 1992 a 2015 al Conservatori Reial de Lieja.
Des del 2011, és professora a l'Acadèmia Internacional de Música de Cornualla (AIMC).
Preocupada per donar a conèixer l'orgue i la seva música, continua, dins de l'associació Art et Orgue en Wallonie, una acció de sensibilització ciutadana mitjançant l'organització de concerts, presentacions i visites guiades.
Membre de la Comissió Reial de Monuments, Llocs i Excavacions de la Regió Valona (1992 a 2014), actualment és vicepresidenta de la Federació Francòfona d'Amics de l'Orgue (FFAO).